# Gerónimo (Texas)
Gerónimo es un lugar designado por el censo ubicado en el condado de Guadalupe en el estado estadounidense de Texas. En el Censo de 2010 tenía una población de 1.032 habitantes y una densidad poblacional de 48,88 personas por km².

## Geografía
Gerónimo se encuentra ubicado en las coordenadas 29°40′22″N 97°58′7″O / 29.67278, -97.96861. Según la Oficina del Censo de los Estados Unidos, Gerónimo tiene una superficie total de 21.11 km², de la cual 21.11 km² corresponden a tierra firme y (0%) 0 km² es agua.

## Demografía
Según el censo de 2010, había 1.032 personas residiendo en Gerónimo. La densidad de población era de 48,88 hab./km². De los 1.032 habitantes, Gerónimo estaba compuesto por el 78.29% blancos, el 4.55% eran afroamericanos, el 0.39% eran amerindios, el 0.68% eran asiáticos, el 0% eran isleños del Pacífico, el 13.95% eran de otras razas y el 2.13% pertenecían a dos o más razas. Del total de la población el 50.68% eran hispanos o latinos de cualquier raza.